# Fritz W. Kliem
Fritz W. Kliem (geb. 1901 in Berlin; gest. 1989 ebenda) war ein deutscher Maler und Grafiker.

## Leben
Fritz W. Kliem besuchte in den Jahren 1921 bis 1923 die Städtische Kunstgewerbeschule in Berlin. Im Anschluss absolvierte er die Reimann-Schule Berlin, beinhaltend Zeichnen, Malen und Kompositionslehre bei Moriz Melzer und Adolf Plünnecke. Von 1933 bis 1937 war Kliem als freier Mitarbeiter Pressefotograf bei Berliner und auswärtigen Verlagen. Zwischen 1939 und 1945 war er dienstverpflichtet in der Industrie.
Ab 1945 begann seine freischaffende Tätigkeit als Maler und Grafiker. Seit 1953 war er Mitglied des Künstlerbundes Reinickendorf, seit 1963 eingetragen im Berufsverband Bildender Künstler. Er unternahm Studienreisen nach Österreich, in die Hafenstädte der Ostseeküste, nach Süddeutschland, Paris und Italien (Südtirol, Venedig, Elba) sowie Spanien. Ausstellungen hatte er mit Cuno Fischer, August Wilhelm Dressler, Paul Wilhelm, Hannah Höch und anderen. Werke von Fritz W. Kliem sind unter anderem in der Sammlung des Mitte Museums in Berlin zu finden. Fritz Kliems Werke weisen meist eine kubistische Formensprache auf, die sich aber nie ganz vom Gegenstand trennt. In der Berliner Morgenpost konnte man 1971 lesen:
„Der Maler und Grafiker Fritz Kliem ist die Personifizierung des zurückhaltenden, aber von starken Gemütskräften bewegten ostdeutschen Menschen.“

## Ausstellungen
Einzelausstellungen
- 1956: Rathaus Berlin-Wedding
- 1962: Treppenhaus-Galerie, Centre culturel Frohnau: Bilder und Studien aus Paris
- 1964: Treppenhaus-Galerie, Centre culturel Frohnau
- 1971: Centre francais Berlin-Wedding

Beteiligung an Ausstellungen
- 1945: Erste Nachkriegsausstellung in Berlin, arrangiert von Cuno Fischer
- 1946: Ausstellung des Kunstamtes Reinickendorf, Berlin
- 1947: Ausstellung des Bezirksamtes Berlin-Wedding
- 1948–1957: Ausstellung des Kunstamtes Reinickendorf, Berlin
- Seit 1953: Alle Ausstellungen des Künstlerbundes Reinickendorf
- 1956, 1957, 1958: Große Berliner Kunstausstellung
- 1955, 1962, 1963, 1966: Juryfreie Kunstausstellung Berlin
- 1969, 1970: Antony, Paris (Frankreich)